# Conus quasidaucus
Espèce
Conus quasidaucus est une espèce de mollusques gastéropodes marins de la famille des Conidae.
Comme toutes les espèces du genre Conus, ces escargots sont prédateurs et venimeux. Ils sont capables de « piquer » les humains et doivent donc être manipulés avec précaution, voire pas du tout.

## Taxonomie

### Publication originale
L'espèce Conus quasidaucus a été décrite pour la première fois en 2020 par les malacologistes David Touitou, Nicolas Puillandre (d), Philippe Bouchet et Pierre Clovel dans « Xenophora Taxonomy. »,.

### Synonymes
- Conus (Dauciconus) quasidaucus Touitou, Puillandre, Bouchet & Clovel, 2020 · appellation alternative
- Dauciconus quasidaucus (Touitou, Puillandre, Bouchet & Clovel, 2020) · non accepté